# Boturovina
Boturovina (en serbe cyrillique : Ботуровина) est un village de Serbie situé sur le territoire de la Ville de Novi Pazar, district de Raška. Au recensement de 2011, il comptait 202 habitants.

## Démographie
| 1948 | 1953 | 1961 | 1971 | 1981 | 1991 | 2002 | 2011 |
| ---- | ---- | ---- | ---- | ---- | ---- | ---- | ---- |
| 248  | 287  | 321  | 304  | 283  | 229  | 218  | 202  |

|  |